# Pellegrino Artusi
Pellegrino Artusi, född 1820 i Forlimpopoli (Forlì), död 1911 i Florens, var författaren till den berömda italienska kokboken La scienza in cucina e l'arte di mangiare bene ('Vetenskapen i köket och konsten att äta gott').